# آرنولد شاپیرو
آرنولد شاپیرو (انگلیسی: Arnold Shapiro؛ زادهٔ ۱ فوریهٔ ۱۹۴۱) یک تهیه‌کننده تلویزیونی اهل ایالات متحده آمریکا است؛ او برای فیلم بی‌درنگ ترسیده برنده جایزه اسکار بهترین فیلم مستند شده است.